# Charles Cooke Hunt
Charles Cooke Hunt (1833 - 1 maart 1868) was een Engelse ontdekkingsreiziger en landmeter in West-Australië. Hij leidde tussen 1864 en 1866 vier expedities naar het West-Australische binnenland.

## Vroege jaren
Hunt werd gedoopt in Brighton, Sussex, Engeland. Zijn vader heette John George Hunt, was veilingmeester van beroep en gehuwd met Mary Ann Cooke.
In 1859 behaalde Hunt een vaarbrevet in Liverpool. Hij bereikte West-Australië als navigator op een schip in 1863 en leefde er bij een nonkel in Newleyine.

## West-Australië
Hunt nam in 1863 als assistent-landmeter deel aan Walter Padbury's expeditie naar de streek rond de Nickolbaai. Hij verkende de kust waar later Port Hedland zou ontstaan aan boord van de kotter Mystery en trok vervolgens over land naar de rivier De Grey. Hunt ontdekte er een later naar hem vernoemde doorgang tussen de districten Nickol Bay en De Grey.
In 1864 werd Hunt door gouverneur John Hampton en de York Agricultural Society naar een gebied ongeveer 500 km ten oosten van York gezonden, het gebied waar later Coolgardie zou ontstaan. H.M. Lefroy had eerder positief over het gebied bericht. Hunt noemde het Hampton Plains en doorkruiste er veel potentiële weidegrond.
Hunt vertrok opnieuw op expeditie in oktober 1865. Hij werd vergezeld door zes gepensioneerde cipiers, de aboriginesman George Mundial en tien gevangenen. Het plan was om vanuit York een route voor het drijven van schapen en runderen naar de Hampton Plains te ontwikkelen en waterputten langs de route te slaan. Een ernstige droogte dwong de expeditie terug te keren vooraleer de route volledig afgewerkt was.
In 1866 keerde Hunt terug om de bestaande waterputten langs de route te verdiepen en de route verder door te trekken. Hij werd vergezeld door vier kolonisten en een aboriginesman genaamd Tommy Windich. Windich zou later John Forrest assisteren. Hunt diende als gevolg van ziekte en een oogontsteking (En: ophthalmia)  terug te keren.
Hunt werd in 1867 landmeter in de wegenbouw in het district Geraldton. In december dat jaar werd hij ziek. Hunt werd in januari 1868 in het ziekenhuis opgenomen. Hij stierf op 1 maart 1868 aan een hartziekte. Hunt liet een vrouw na, Mary Ann Seabrook, die hij op 27 december 1864 in Beverley gehuwd had, en twee kinderen, Walter en Emily.

## Nalatenschap
Hoewel Hunt dacht gefaald te hebben bleek zijn werk dertig jaar later van onschatbare waarde. Hunts waterputten en route naar het oosten maakten de ontwikkeling van de landbouw en de goldrush ten oosten van York mogelijk. De route werd later door C.Y. O'Connor gebruikt voor de aanleg van de waterpijpleiding vanuit Mundaring Weir naar Kalgoorlie. Ook de aanleg van een telegraaflijn, de Great Eastern Highway en de Eastern Goldfields Railway waren maar mogelijk dankzij Hunts waterputten.
Hunt's Well, nabij Tammin, is een gerestaureerde door Hunt aangelegde waterput.